# Јосип Дрмић
Јосип Дрмић (Лачен, 8. август 1992) је швајцарски фудбалер који игра на позицији нападача за ФК Борусија Менхенгладбах и за фудбалску репрезентацију Швајцарске.
Своју карију започео је у ФК Цирих, а након тога играо у ФК Нирнберг 2013. године. Због великих подвига и постигнутих 17 голова у првој сезони Бундеслиге, прешао је у ФК Бајер Леверкузен, а након тога потписао за ФК Борусија Менхенгладбах. Дрмић је такође био на позајмици у ФК Хамбургер, 2016. године.
За фудбалску репрезентацију Швајцарске наступа од 2012. године, а са њом играо је на Летњим олимпијским играма 2012., Светском првенству у фудбалу 2014. и Светском првенству у фудбалу 2018. године.
Дрмић је рођен у Ланчену 8. августа 1992. године у Швиц кантону. Његови родитељи су Хрвати, а он има двојно, хрватско и швајцарско држављанство.

## Клупска каријера

### ФК Цирих
Каријеру је започео у ФК Цирих, где је почео да игра редовно за други тим. Свој деби у лиги направио је 6. фебруара 2010. године против ФК Ксамакс. Први гол у Суперлиги Швајцарске постигао је 4. фебруара 2012. године против ФК Луцерн.
У сезони 2012/13 Дрмић је постигао 13 голова у 31 лигашкој утакмици и 19 голова у 39 мечева у свим утакмицама.

### ФК Нирнберг
У августу 2013. године Дрмић је потписао петогодишњи уговор за ФК Нирнберг. Први гол у Бундеслиги постигао је 18. августа против ФК Херта Берлин. У првој сезони за свој тим постигао је 17 голова и био трећи играч са највише голова у лиги.

### Бајер Леверкузен
Дрмић је 12. маја 2014. године потписао петогодишњи уговор са ФК Бајер Леверкузен Прву утакмицу одиграо је 19. августа 2014. године против ФК Копенхаген. Први гол за свој клуб, постигао је против ФК Волфсбург.

### ФК Борусија Менхенгладбах
За ФК Борусија Менхенгладбах приступио је 17. јуна 2015. године, потписавши петогодишњи уговор за њих. Своју прву утакмицу одиграо је 10. августа 2015. у Купу Немачке. Постигао је један гол у 19 мечева, пре него што је отишао на позајмицу у ФК Хамбургер. Гол за свој тим постигао је 29. новембра 2015. године, на утакмици против ФК Хофенхајм.

### ФК Хамбургер
На позајмицу у ФК Хамбургер отишао је 1. фебруара 2016. године и тамо остао до краја сезоне. За ФК Хамбургер дебитовао је шест дана након доласка, на мечу против ФК Келн на ХСХ Нордбанк арени. Први гол постигао је 27. фебруара 2016. године, на мечу против ФК Инголштат 04.

## Интернационална каријера
Дрмић је прво заиграо за репрезентацију Швајцарске до 19, потом за Швајцарску до 21. године и након тога за репрезентацију Швајцарске. За селекцију Швајцарске наступио је на Летњим олимпијским играма 2012. године. Прва два гола за репрезентацију постигао је 6. марта 2014. године на утакмици против репрезентације Хрватске.
За селекцију Швајцарске играо је и на Светском првенству у фудбалу, одржаном у Бразилу, као и на Светском првенству у фудбалу 2018. године.

## Статистика каријере

### Интернационална
До 27. јуна 2018
| Швајцарска | Швајцарска | Швајцарска |
| Год        | Ута        | Гол        |
| ---------- | ---------- | ---------- |
| 2012       | 1          | 0          |
| 2013       | 3          | 0          |
| 2014       | 12         | 4          |
| 2015       | 9          | 4          |
| 2016       | 0          | 0          |
| 2017       | 1          | 1          |
| 2018       | 5          | 1          |
| Укупно     | 31         | 10         |

### Голови за репрезентацију
Голови за репрезентацију Швајцарске.
| #.  | Датум             | Локација                                       | Противник | Гол | Резултат | Такмичење                                           |
| --- | ----------------- | ---------------------------------------------- | --------- | --- | -------- | --------------------------------------------------- |
| 1.  | 5. март 2014      | АФГ арена, Санкт Гален, Швајцарска             | Хрватска  | 1–0 | 2–2      | Пријатељска утакмица                                |
| 2.  | 5. март 2014      | АФГ арена, Санкт Гален, Швајцарска             | Хрватска  | 2–1 | 2–2      | Пријатељска утакмица                                |
| 3.  | 30. мај 2014      | Свиспроарена, Луцерн, Швајцарска               | Јамајка   | 1–0 | 1–0      | Пријатељска утакмица                                |
| 4.  | 18. новембар 2014 | Градски стадион у Вроцлаву, Вроцлав, Пољска    | Пољска    | 1–0 | 2–2      | Пријатељска утакмица                                |
| 5.  | 14. јун 2015      | Стадион ЛФФ, Вилњус, Литванија                 | Литванија | 1–1 | 2–1      | Квалификације за Европско првенство у фудбалу 2016. |
| 6.  | 5. септембар 2015 | Сент Јакоб Парк, Базел, Швајцарска             | Словенија | 1–2 | 3–2      | Квалификације за Европско првенство у фудбалу 2016. |
| 7.  | 5. септембар 2015 | Сент Јакоб Парк, Базел, Швајцарска             | Словенија | 3–2 | 3–2      | Квалификације за Европско првенство у фудбалу 2016. |
| 8.  | 13. новембар 2015 | Стадион Антон Малатински, Трнава, Словачка     | Словачка  | 2–3 | 2–3      | Пријатељска утакмица                                |
| 9.  | 25. март 2017     | Стадион Женева, Женева, Швајцарска             | Летонија  | 1–0 | 1–0      | Квалификације за Светско првенство у фудбалу 2018.  |
| 10. | 27. јун 2018      | Стадион Нижњи Новгород, Нижњи Новгород, Русија | Костарика | 2–1 | 2–2      | Светско првенство у фудбалу 2018 — Група Е          |